# Knyazat
Pour plus de détails, voir Fiche technique et Distribution.
Knyazat (Князът, littéralement « le prince ») est un film bulgare réalisé par Petar B. Vasilev (en), sorti en 1970.
Ce long métrage s'inspire librement de l'histoire de Teodor Svetoslav, tsar de Bulgarie de 1300 à 1322.

## Fiche technique
- Titre : Knyazat
- Titre original : Князът
- Réalisation : Petar B. Vasilev (en)
- Scénario : Bancho Banov, Petar B. Vasilev
- Photographie : Tsancho Tsanchev
- Montage :
- Direction artistique :
- Musique : Simeon Pironkow
- Production :
- Société de production : Boyana Film
- Pays d'origine :  Bulgarie
- Langue : Bulgare
- Format : noir et blanc — son mono
- Genre : Drame historique
- Durée : 101 minutes
- Dates de sortie :
  -  Bulgarie : 29 mai 1970
- Autres titres connus :
  -  Allemagne de l'Est : Der Fürst
  -  Pologne : Kniaz i Tatarzy
  - Titre international (en anglais) : The Prince

## Distribution
- Stefan Danailov : Knyaz Svetoslav
- Georgi Cherkelov (en) : Ioakim
- Violeta Gindeva : Mariya
- Dorotea Toncheva : Elena
- Naum Shopov (en) : Han Choki
- Nikolai Ouzounov : Ivan
- Dossio Dossev : Smiletz
- Stoycho Mazgalov : Grozdan
- Vladimir Gusev : Knyaz Yuriy
- Naicho Petrov : Kasim beg
- Grigor Vachkov (en) : Zografat
- Dimitar Panov (en) : Stariyat bolyarin
- Stefan Pejchev : Bolyarin
- Sotir Maynolovski : Beden selyanin
- Yuriy Yakovlev (en) :